# Stanley Spencer

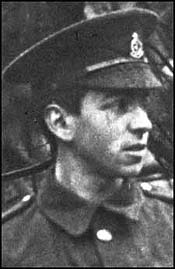
Stanley Spencer

Stanley Spencer (Cookham-on-Thames 1891 –1959) fue un pintor británico.
Fue el octavo hijo de Annie y William Spencer. Su padre era profesor de piano y organista en los oficios religiosos. Estudió en el Maidenhead Technical Institute, aprendiendo los rudimentos de la disciplina artística, trasladándose posteriormente a Londres, donde continuó con los mismos en la Slade School, bajo la supervisión de Henry Tonks. A pesar de estudiar en Londres, siguió residiendo en su localidad natal, trasladándose cada día hasta la capital.Fue gracias a la Primera Guerra Mundial que Spencer abandonó el domicilio familiar, sirviendo como practicante en un hospital de Bristol, y posteriormente en Macedonia. Esta experiencia bélica alimentó la iconografía personal del pintor, muy influenciada hasta entonces por los paisajes de Cookham.
Tras un breve periodo en Cookham al finalizar la guerra, Spencer se casó con Hilda Carline, que había sido novia de su hermano Gilbert. Tras la boda el matrimonio se estableció en Hampstead. Allí recibió su primer encargo importante: la decoración de la Sandham Memorial Chapel, donde se puede contemplar la célebre escena de la Resurrección de los soldados, una abigarrada composición, plena de cruces blancas. En 1932 Spencer se trasladó de nuevo a Cookham, donde residió de manera permanente. Se había convertido en un artista de prestigio, participando en la Bienal de Venecia. 
En 1937 se divorció de su esposa, a causa de su relación con Patricia Preece. Finalmente, y después de una época en la que convivió con ambas mujeres de forma alternativa, cesó su relación con ambas, quedando solo, perdiendo incluso su vivienda, que fue a parar a manos de Patricia, quien se había hecho con el control de sus asuntos financieros. A pesar de los numerosos intentos de reconciliación con su esposa, estos llegaron a su fin cuando Hilda ingresó en un hospital psiquiátrico.
Entre 1945 y 1950 estuvo trabajando en una obra titulada de Resurrección del puerto de Glasgow, por encargo del War Artists Advisory Comitee.
En 1959, poco antes de su fallecimiento a causa de una dolencia que le estuvo persiguiendo los últimos años, fue nombrado caballero. No pudo finalizar su último proyecto: Jesucristo predicando en Cookham, del que sin embargo, nos han llegado numerosos dibujos y esbozos.